# Modus-Wagen
Als Modus-Wagen wird eine Gattung von Reisezugwagen der DB Regio bezeichnet, die aus Umbauten älterer Fahrzeuge entstand. Die Bezeichnung „Modus“ steht für „modulares Umbausystem“.

## Idee und Aufbau

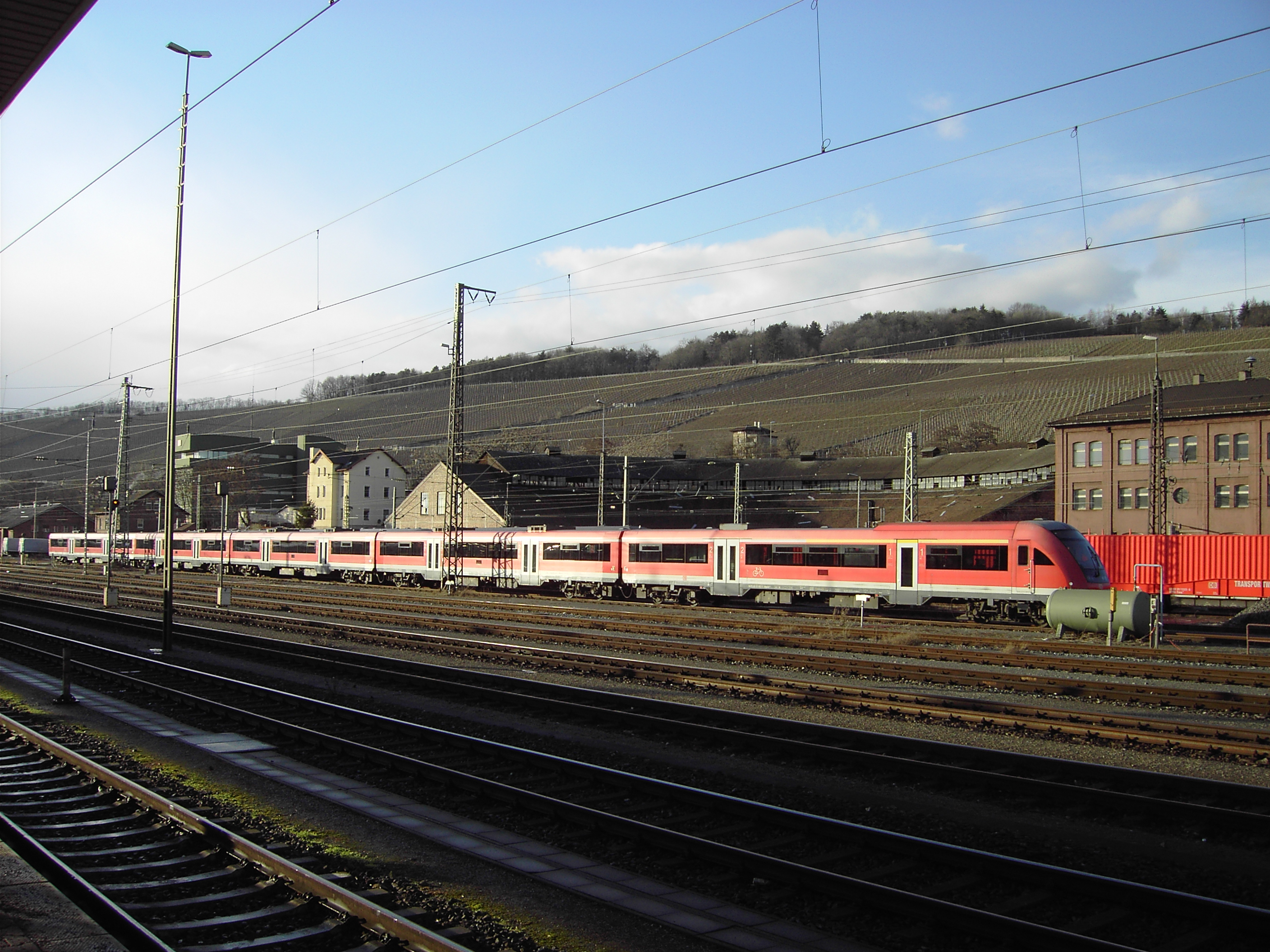
Abgestellte Modus-Wagen am Würzburger Hauptbahnhof

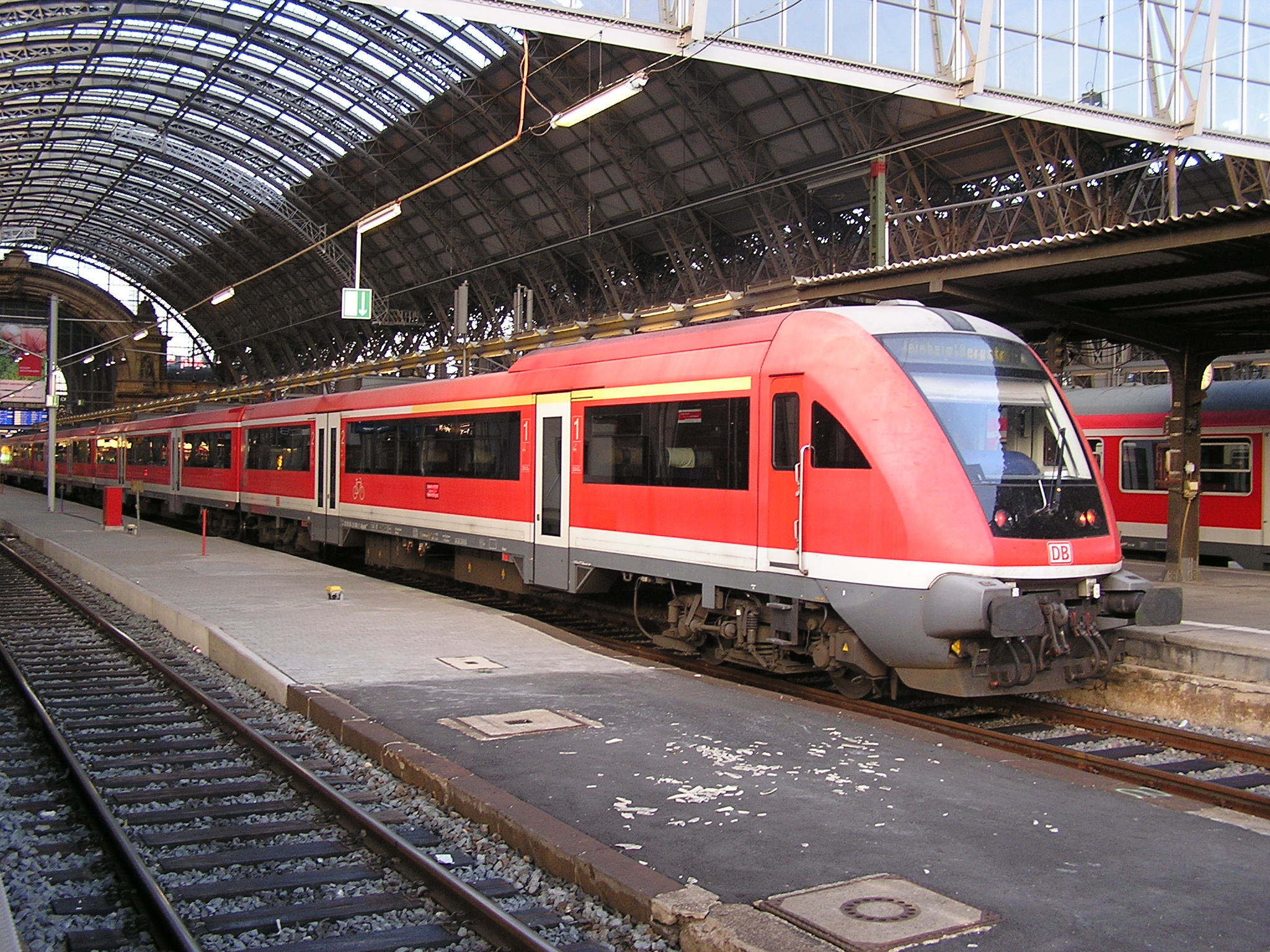
Modus-Wagen in Frankfurt am Main

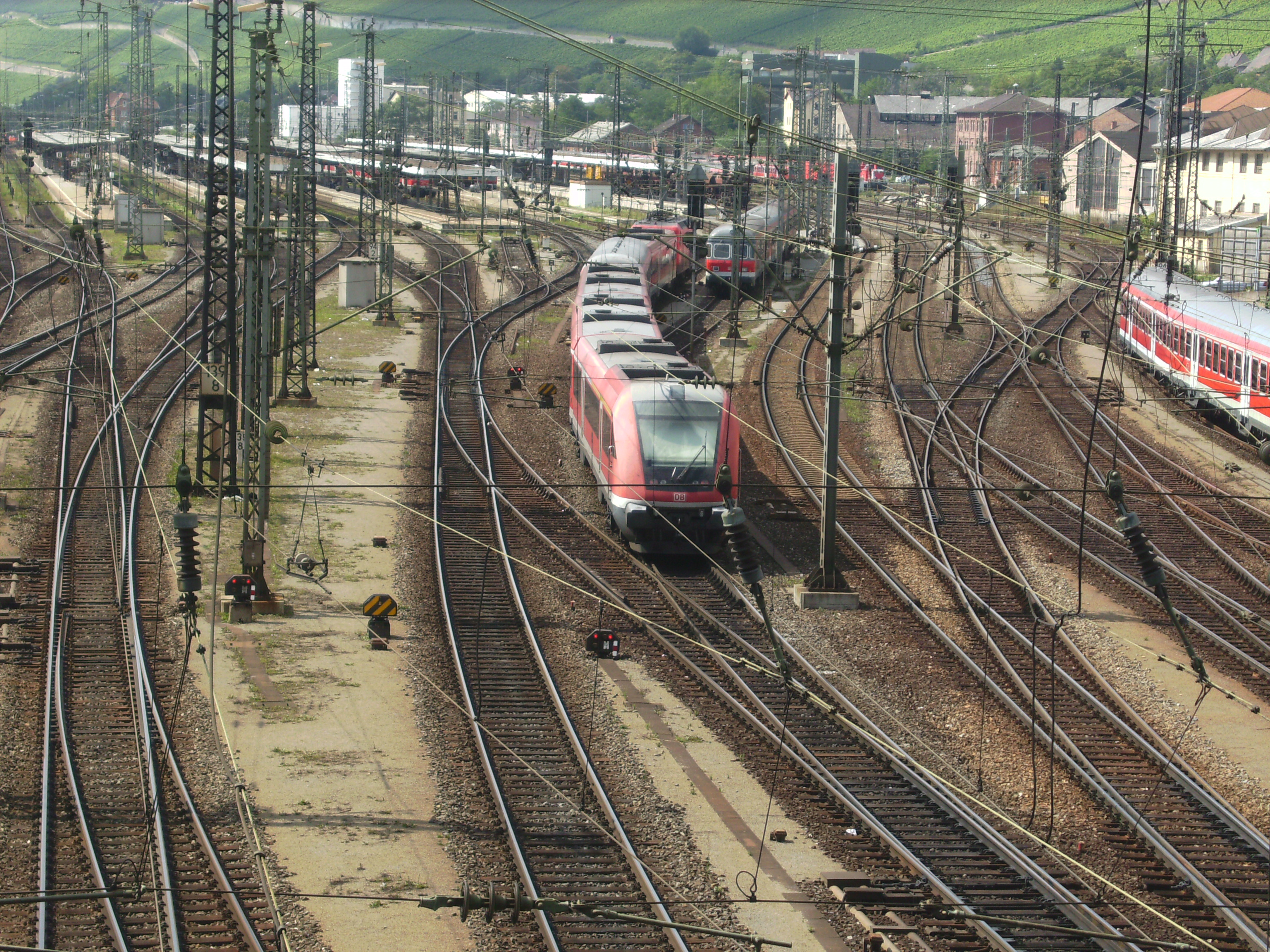
Modus-Wendezug in Anfahrt auf Würzburg Hbf

Die Firma Partner für Fahrzeugausstattung (PFA) aus dem oberpfälzischen Weiden entwickelte Ende der 1990er Jahre das sogenannte „PUmA“-Konzept. Es sieht vor, von Spenderwagen nur die Untergestelle zu verwenden, auf denen ein Wagenkasten in Aluminium-Bauweise aufgesetzt wird, daher auch der Name „PUmA“ (PFA Umbau-Konzept mit Aluminiumaufbau). Das Konzept sah dabei vor, alle speziellen Bereiche in den Steuerwagen zu integrieren, so dass die Reisezugwagen alle baugleich sind. Als Spenderwagen dienten bei diesem Projekt ehemalige „lange Halberstädter“ Mitteleinstiegswagen der Gattung Bmh aus Reichsbahn-Beständen, die zu 55 PUmA-Wagen umgebaut wurden:
- 11 ABpybdzf484.0, Steuerwagen 1./2. Klasse mit Mehrzweckabteil
- 44 Bpyz456.0, Reisezugwagen 2. Klasse

Aufgrund der gestiegenen Nachfrage durch Fahrradfahrer wurde 2003 in elf Reisezugwagen ein Endabteil zum Mehrzweckraum umgebaut. Diese Wagen werden als Bpydz456.9 geführt.
Die neuen Aluminiumaufbauten wurden in dem damals neuen verkehrsroten Farbschema der Bahn lackiert und neu möbliert, die klassische Unterteilung in drei Fahrgasträume mit zwei Einstiegsräumen blieb aber erhalten. Den Fahrgästen konnte durch den Umbau eine zeitgemäße und komfortable Ausstattung geboten werden, unter anderem wurden automatische Fahrtzielanzeigen innen und außen, große Mehrzweckbereiche sowie eine behindertengerechte Toilette im Steuerwagen geschaffen, die dynamische Kopfform des Steuerwagens und das durchgehende Fensterband ließen die Fahrzeuge zudem weitaus moderner wirken als die vormals eingesetzten „Silberlinge“. Kritik wurde jedoch an den hohen und schmalen Treppen an den Einstiegen laut, die insbesondere gehbehinderten Reisenden den Zutritt erschweren.

## Einsatz
Nach der Inbetriebnahme zum Fahrplanjahr 1999 wurden die Züge zunächst im Regional-Express-Verkehr zwischen Hof, Bamberg, Würzburg und Wiesbaden eingesetzt. Der Einsatz mit Diesellokomotiven der Baureihe 218 bewährte sich jedoch nicht, bereits kurz nach der Inbetriebnahme der Wagen ereignete sich im Dezember 1998 im Bahnhof Ebensfeld zwischen Lichtenfels und Bamberg ein Unfall mit Todesfolge, der auf die damals noch fehlende Ausstattung mit seitenselektiver Türsteuerung bei der Baureihe 218 zurückzuführen ist. Nach diesem Vorfall wurde der Einsatz der Modus-Wagen ab Ende Mai 1999 auf den Abschnitt Bamberg–Würzburg–Wiesbaden gekürzt, der auf voller Länge elektrifiziert ist. Nach der Umstellung der kompletten Linie Hof–Bamberg–Würzburg auf Dieseltriebzüge der Baureihe 612 fuhren die Modus-Wagen bis zum Dezember 2006 ausschließlich in Kombination mit Lokomotiven der Baureihen 111, 112 und 146.2 als Franken-Express auf der Linie Nürnberg–Würzburg–Frankfurt (Main) und als Regionalbahn zwischen Nürnberg und Neustadt (Aisch). Nach der Brechung des Franken-Express in Würzburg gelangten die Modus-Wagen mit einem Zugpaar auch nach Augsburg, ansonsten blieb das Einsatzgebiet weitgehend unverändert. Für alle 55 Modus-Wagen war zunächst eine Stationierung im Betriebshof Hof vorgesehen, nachdem die Wagen Hof planmäßig nicht mehr erreichten, waren sie im Betriebshof Würzburg beheimatet. Seit 2006 wurde auch eine Garnitur auf der Strecke Nürnberg–Treuchtlingen eingesetzt. Anfang 2015 befanden sich noch acht Steuerwagen und 26 Reisezugwagen im Bestand. Am 5. Oktober 2016 endete der Einsatz der Wagen, vier Mittelwagen blieben bis auf Weiteres als Ersatz erhalten, sieben Steuerwagen waren noch bis zum Dezember 2016 mit Doppelstockwagen im Betrieb. Ab Dezember 2016 war ein Teil der Mittelwagen in Kiel beheimatet und kam dort hauptsächlich im Nahverkehr zwischen Kiel und Neumünster mit Baureihe 112 zum Einsatz. Verstärkerleistungen in Frankfurt führten immer noch modus-Wagen mit sich. Gebildet wurden diese aus einer Lok der Baureihe 111, drei Doppelstockwagen, einem modus-Mittelwagen sowie einem modus-Steuerwagen. Diese Leistungen kamen zwischen Nürnberg und Sonneberg, Nürnberg und Treuchtlingen sowie Nürnberg und Würzburg zum Einsatz. Zum Fahrplanwechsel 2017/18 wurden alle restlichen modus-Wagen z-gestellt und verschrottet oder verkauft, und damit endete der Einsatz bei der DB Regio. Stand Februar 2025 sind noch Mittel- und Steuerwagen im DB-Stillstandsmanagement Mukran abgestellt und werden zum Kauf angeboten.
17 Mittelwagen wurden von dem rumänischen Unternehmen Electroputere VFU Pașcani für den Einsatz in Gabun modernisiert. Die einzige Eisenbahnstrecke des Landes verbindet dessen Hauptstadt Libreville mit Franceville im Landesinneren. Die Wagen erhielten eine neue Inneneinrichtung, SA-3-Mittelpufferkupplungen und einen blau-gelben Neuanstrich. Die ersten Fahrzeuge wurden im Mai 2017 ausgeliefert und gelangten im selben Jahr in den Fahrgastbetrieb.